# 线叶水马齿
线叶水马齿（学名：Callitriche hermaphroditica）为车前科水马齿属的植物。分布在日本、欧洲、俄罗斯、拉丁美洲、北美以及中国大陆的东北等地，生长于海拔790米至2,000米的地区，常生于湖泊和溪流缓水中，目前尚未由人工引种栽培。